# Aeroportul Bourke
Aeroportul Bourke (IATA: BRK, ICAO: YBKE) este un aeroport din Bourke⁠(d), Noul Wales de Sud, Australia ce deservește zona Bourke⁠(d). A fost numit după zona deservită.
Situat la o altitudine de 108 m, aeroportul dispune de o singură pistă.